# David Rice Atchison
David Rice Atchison (11 de agosto de 1807 - 26 de janeiro de 1886) foi um senador democrata dos Estados Unidos pelo Missouri em meados do século XIX. Foi presidente pro tempore do Senado dos Estados Unidos por seis anos. Atchison serviu como major-general na Milícia do Estado do Missouri em 1838 durante a Guerra Mórmon do Missouri e como general de brigada confederado durante a Guerra Civil Americana sob o comando do major-general Sterling Price na Guarda Doméstica do Missouri. Alguns dos associados de Atchison afirmaram que por 24 horas - de domingo, 4 de março de 1849, até o meio-dia de segunda-feira - ele pode ter sido presidente interino dos Estados Unidos. Essa crença, no entanto, é rejeitada por quase todos os estudiosos.
Atchison, proprietário de muitos escravos e de uma plantation, foi um proeminente ativista pró-escravidão e líder dos Rufiões da Fronteira, profundamente envolvido com a violência contra abolicionistas durante os eventos do “Bleeding Kansas” que precederam a admissão do estado na União.

## Início da vida
Atchison era filho de William Atchison e sua esposa em Frogtown (mais tarde Kirklevington), que agora faz parte de Lexington, Kentucky. Ele estudou na Universidade Transylvania, em Lexington. Entre seus colegas de classe estavam cinco futuros senadores democratas (Solomon Downs, da Louisiana, Jesse Bright, de Indiana, George Wallace Jones, de Iowa, Edward Hannegan, de Indiana, e Jefferson Davis, do Mississippi). Atchison concluiu seus estudos de Direito e foi admitido na Ordem dos Advogados do Kentucky em 1829.

## Advogado e político do Missouri
Em 1830, ele se mudou para Liberty, no Condado de Clay, no oeste do Missouri, e estabeleceu seu escritório de advocacia. Ele também adquiriu uma plantation, com mão de obra fornecida por afro-americanos escravizados. O escritório de advocacia de Atchison prosperou e seu cliente mais conhecido foi Joseph Smith, fundador do Movimento dos Santos dos Últimos Dias. Atchison representou Smith em disputas de terras com colonos não mórmons no Condado de Caldwell e no Condado de Daviess.
Alexander William Doniphan juntou-se ao escritório de advocacia de Atchison em Liberty, em maio de 1833. Os dois rapidamente se tornaram amigos e passavam muitas horas de lazer jogando cartas, indo a corridas de cavalos, caçando, pescando e participando de eventos sociais e políticos. Atchison, que já era membro do Liberty Blues, uma milícia voluntária do Missouri, fez com que Doniphan se juntasse a ele.
Atchison foi eleito para a Câmara dos Deputados do Missouri em 1834. Ele trabalhou arduamente pela Compra de Platte, que exigia que as tribos nativas americanas cedessem terras aos Estados Unidos e estendia a fronteira noroeste do Missouri até o Rio Missouri em 1837.
Quando as primeiras disputas eclodiram na Guerra Mórmon de 1838, Atchison foi nomeado major-general da milícia estadual. Ele participou da repressão à violência de ambos os lados.
Ativo no Partido Democrata, em 1838 Atchison foi reeleito para a Câmara dos Deputados do Estado do Missouri. Em 1841, foi nomeado juiz do tribunal de círculo para a área de seis condados da Compra de Platte. Em 1843, foi nomeado comissário do Condado de Platte, onde morava.

## Carreira no Senado
Em outubro de 1843, Atchison foi nomeado para o Senado dos EUA para preencher a vaga deixada pela morte de Lewis F. Linn. Ele foi o primeiro senador do oeste do Missouri a ocupar esse cargo. Aos 36 anos, ele era o senador mais jovem do Missouri até então. Atchison foi reeleito para um mandato completo por conta própria em 1849.
Atchison era muito popular entre seus colegas democratas do Senado. Quando os democratas assumiram o controle do Senado dos EUA em dezembro de 1845, escolheram Atchison como Presidente pro tempore, colocando-o em segundo lugar na sucessão para a Presidência. Ele também era responsável por presidir o Senado quando o Vice-Presidente estava ausente. Aos 38 anos, ele era um jovem com poucas pessoas mais experientes que ele no Senado, depois de dois anos para conquistar esse cargo.
Em 1849, Atchison deixou o cargo de Presidente pro tempore em favor de William R. King. King, por sua vez, cedeu o cargo a Atchison em dezembro de 1852, após ser eleito Vice-Presidente dos Estados Unidos. Atchison continuou como Presidente pro tempore até dezembro de 1854.
Como senador, Atchison foi um fervoroso defensor da escravidão e da expansão territorial. Ele apoiou a anexação do Texas e a Guerra Mexicano-Americana. Atchison e Thomas Hart Benton, o outro senador do Missouri, tornaram-se rivais e, por fim, inimigos, embora ambos fossem democratas. Benton declarou ser contra a escravidão em 1849. Em 1851, Atchison se aliou ao Partido Whig para derrotar Benton na reeleição.
Benton, com a intenção de desafiar Atchison em 1854, começou a defender a organização territorial da área a oeste do Missouri (atualmente os estados de Kansas e Nebraska) para que pudesse ser aberta à colonização. Para combater isso, Atchison propôs que a área fosse organizada e que a seção do Compromisso do Missouri que proibia a escravidão fosse revogada em favor da soberania popular. De acordo com esse plano, os colonos de cada território votariam para decidir se permitiriam a escravidão.
A pedido de Atchison, o senador Stephen Douglas, de Illinois, apresentou o Ato de Kansas-Nebraska, que incorporava essa ideia, em novembro de 1853. O ato foi aprovado e tornou-se lei em maio de 1854, estabelecendo os territórios do Kansas e de Nebraska.

### Rufiões da Fronteira

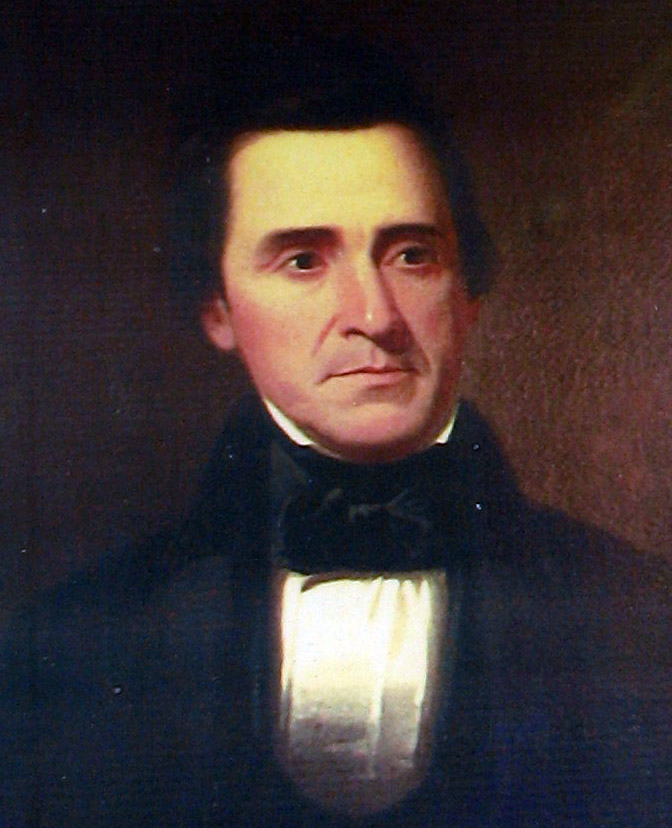
Retrato de David Rice Atchison, feito por George Caleb Bingham.

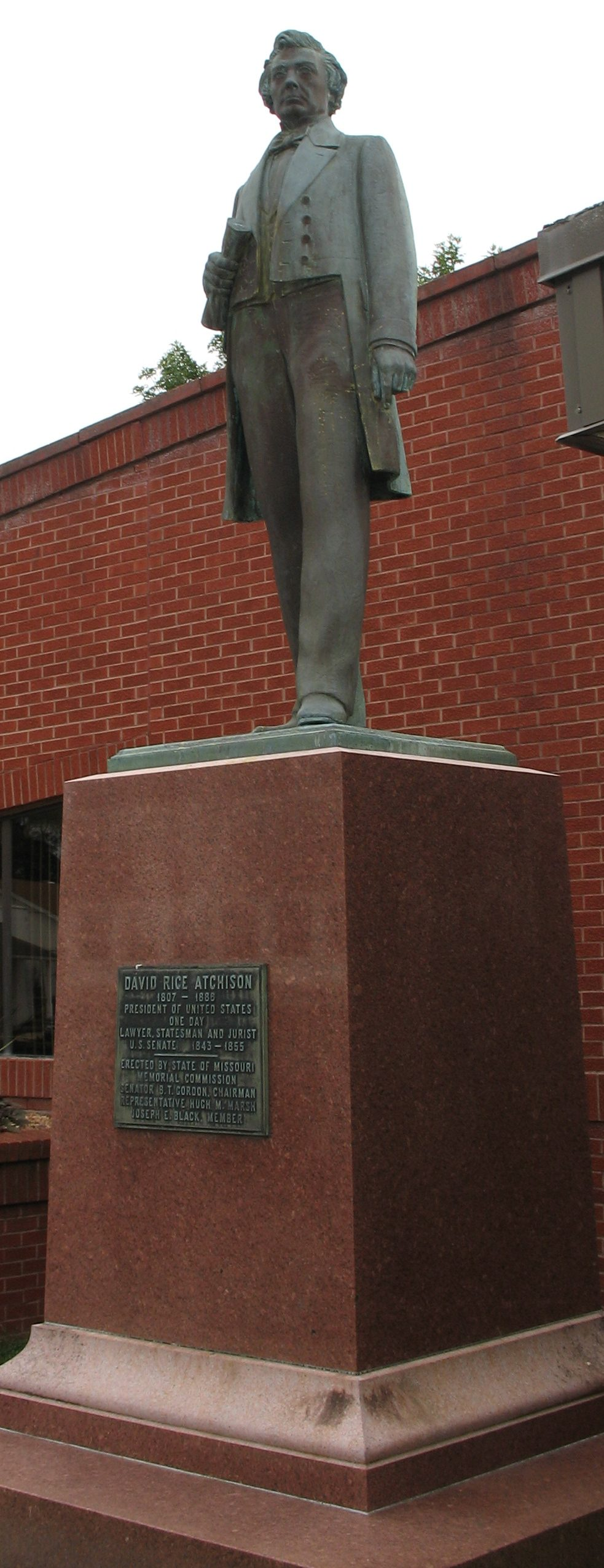
Estátua em frente ao tribunal do Condado de Clinton, Plattsburg, Missouri.

Tanto Douglas quanto Atchison acreditavam que Nebraska seria colonizada por homens dos Estados livres de Iowa e Illinois, e o Kansas por missourianos pró-escravidão e outros sulistas, preservando assim o equilíbrio numérico entre os Estados livres e os Estados escravistas da nação. Em 1854, Atchison ajudou a fundar a cidade de Atchison, Kansas, como um assentamento pró-escravidão. A cidade (e o condado) foi batizada em sua homenagem.
Embora os sulistas apoiassem a ideia de colonizar o Kansas, poucos migraram para lá. A maioria dos colonos livres preferia o Kansas ao Nebraska. Além disso, os ativistas antiescravagistas de todo o Norte passaram a ver o Kansas como um campo de batalha e formaram sociedades para incentivar os colonos livres a irem para o Kansas, a fim de garantir que houvesse eleitores suficientes tanto no Kansas quanto no Nebraska para aprovar sua entrada como estados livres.
Parecia que a legislatura territorial do Kansas a ser eleita em março de 1855 seria controlada por colonos livres e proibiria a escravidão. Isso foi visto como uma violação da fé por Atchison e seus apoiadores. Atchison, furioso, conclamou os missourianos pró-escravidão a defenderem a escravidão pela força e “a matarem todos os malditos abolicionistas do distrito”, se necessário. Ele recrutou uma imensa multidão de missourianos fortemente armados, conhecidos como “Rufiões da Fronteira”. No dia da eleição, 30 de março de 1855, Atchison levou 5.000 Rufiões da Fronteira para o Kansas. Eles assumiram o controle de todos os locais de votação sob a mira de armas, deram dezenas de milhares de votos fraudulentos para candidatos pró-escravidão e elegeram uma legislatura pró-escravidão.
Mesmo assim, o ultraje foi aceito pelo governo federal. Quando o governador territorial Andrew Reeder se opôs, ele foi demitido pelo presidente Franklin Pierce.
Apesar dessa demonstração de força, muito mais colonos livres do que pró-escravidão migraram para o Kansas. Houve contínuos ataques e emboscadas de ambos os lados em “Bleeding Kansas”. Apesar dos melhores esforços de Atchison e dos Rufiões, o Kansas rejeitou a escravidão e finalmente se tornou um estado livre em 1861.
Charles Sumner, no épico discurso “Crimes Against Kansas” (Crimes contra o Kansas), em 19 de maio de 1856, expôs o papel de Atchison na invasão, torturas e assassinatos no Kansas. Falando no estilo extravagante que ele e outros usavam, misturando sua prosa com referências à história romana, Sumner comparou Atchison ao senador romano Lúcio Sérgio Catilina, que traiu seu país em um complô para derrubar a ordem existente, conhecido como Conspiração Catilinária. Durante dois dias, Sumner fez uma lista detalhada de crimes, um após o outro, com documentação completa de jornais e cartas da época, mostrando as torturas e a violência praticadas por Atchison e seus homens.
Dois dias depois, Atchison fez seu próprio discurso, sem saber que estava sendo exposto no plenário do Senado dessa forma. O discurso de Atchison era para os homens do Texas que ele acabara de conhecer, contratados e pagos, segundo Atchison revela em seu discurso, por “autoridades em Washington”. Eles estavam prestes a invadir Lawrence, Kansas. Atchison fez com que os homens prometessem matar e “derramar sangue”, e se vangloriou de sua bandeira, que era vermelha em homenagem aos “Direitos do Sul” e à cor do sangue. Eles pressionariam “com sangue” a disseminação da escravidão no Kansas. Nesse discurso, ele revelou que o objetivo imediato da invasão era impedir que o jornal de Lawrence publicasse material antiescravista. Os homens de Atchison haviam tornado crime a publicação de jornais antiescravistas no Kansas.
Atchison deixou claro que os homens deveriam matar e derramar sangue, disse aos homens que eles seriam “bem pagos” e os incentivou a saquear as casas que invadissem. Isso foi depois das centenas de torturas e assassinatos que Sumner detalhou em seu discurso. Em outras palavras, as coisas estavam prestes a piorar muito, já que Atchison tinha seus homens contratados do Texas.

### Derrotado para reeleição
O mandato de Atchison no Senado expirou em 3 de março de 1855. Ele tentou ser eleito para outro mandato, mas os democratas na legislatura do Missouri estavam divididos entre ele e Benton, enquanto a minoria do Partido Whig apresentou seu próprio candidato. Nenhum senador foi eleito até janeiro de 1857, quando James S. Green foi escolhido.

### Proposta de ferrovia
Quando a Primeira Ferrovia Transcontinental foi proposta na década de 1850, Atchison pediu que ela fosse construída ao longo da rota central (de St. Louis ao Missouri, Kansas e Utah), em vez da rota sul (de Nova Orleans ao Texas e Novo México). Naturalmente, a rota sugerida por ele passava por Atchison.

## Guerra Civil Americana
Atchison e seu parceiro de advocacia Doniphan se desentenderam por causa de política em 1859-1861, discordando sobre como o Missouri deveria proceder. Atchison era a favor da secessão, enquanto Doniphan estava dividido e permaneceria, na maior parte do tempo, indeciso. Particularmente, Doniphan era a favor da União, mas achava difícil se opor a seus amigos e associados.
Durante a crise da secessão no Missouri, no início da Guerra Civil Americana, Atchison ficou do lado do governador pró-confederado do Missouri, Claiborne Jackson. Ele foi nomeado major-general da Guarda Estadual do Missouri. Atchison recrutou ativamente guardas estaduais no norte do Missouri e serviu com o comandante da Guarda, General Sterling Price, na campanha de verão de 1861. Em setembro de 1861, Atchison liderou 3.500 recrutas da Guarda Estadual através do Rio Missouri para reforçar Price e derrotou as tropas da União que tentaram bloquear sua força na Batalha de Liberty.
Atchison serviu na Guarda Estadual até o final de 1861. Em março de 1862, as forças da União no teatro de operações do Trans-Mississippi obtiveram uma vitória decisiva em Pea Ridge, no Arkansas, e garantiram o controle do Missouri pela União. Atchison então se demitiu do exército por causa de discussões estratégicas com Price e mudou-se para o Texas enquanto durou a guerra. Após a guerra, retirou-se para sua fazenda perto de Gower. Ele negou muitas de suas declarações públicas pró-escravidão feitas antes da Guerra Civil. Então, sua casa de campo nos arredores de Plattsburg, Missouri, foi totalmente queimada antes de sua morte em 1886. Isso acarretou a perda total de sua biblioteca, que continha livros, documentos e cartas que documentavam seu papel na Guerra Mórmon, assuntos indígenas, atividades pró-escravidão, atividades na Guerra Civil e outras legislações que abrangiam sua carreira como advogado, senador e soldado.

## Suposta presidência de um dia
O Dia da Posse - 4 de março - caiu em um domingo em 1849 e, portanto, o presidente eleito Zachary Taylor não fez o juramento presidencial até o dia seguinte. Mesmo assim, o mandato do presidente que estava deixando o cargo, James K. Polk, terminou ao meio-dia de 4 de março. Em 2 de março, o vice-presidente cessante, George M. Dallas, renunciou ao cargo de presidente do Senado. O Congresso já havia escolhido Atchison como presidente pro tempore. Em 1849, de acordo com o Ato de Sucessão Presidencial de 1792, o presidente pro tempore do Senado seguia imediatamente o vice-presidente na linha de sucessão presidencial. Como o mandato de Dallas também terminou ao meio-dia do dia 4, e como nem Taylor nem o vice-presidente eleito Millard Fillmore haviam tomado posse naquele dia, alguns colegas de Atchison alegaram que, em 4 e 5 de março de 1849, Atchison era o presidente interino dos Estados Unidos.
Historiadores, estudiosos constitucionais e biógrafos rejeitam essa alegação. Eles ressaltam que o mandato de Atchison no Senado também havia terminado em 4 de março. Quando o Senado do novo Congresso se reuniu em 5 de março para permitir que os novos senadores e o novo vice-presidente fizessem o juramento de posse, o secretário do Senado chamou os membros à ordem, pois o Senado não tinha um presidente pro tempore. Embora um presidente entrante deva prestar juramento antes de qualquer ato oficial, a opinião predominante é que a sucessão presidencial não depende do juramento. Mesmo supondo que o juramento fosse necessário, Atchison nunca o prestou, portanto ele não era mais presidente do que Taylor.

Em setembro de 1872, Atchison, que nunca afirmou que era tecnicamente presidente, disse a um repórter do Plattsburg Lever:
Foi assim: Polk deixou o cargo em 3 de março de 1849, no sábado, ao meio-dia. No dia seguinte, 4 de março, um domingo, o general Taylor não tomou posse. Ele só foi empossado na segunda-feira, dia 5, ao meio-dia. Foi então questionado entre os senadores se houve um interregno (período durante o qual um país não tem governo). Ficou claro que ou havia um interregno ou eu era o presidente dos Estados Unidos, sendo presidente do Senado, tendo sucedido o juiz Mangum, da Carolina do Norte. O juiz me acordou às 3 horas da manhã e disse em tom jocoso que, como eu era o presidente dos Estados Unidos, queria que eu o nomeasse secretário de Estado. Não fiz nenhuma pretensão ao cargo, mas se eu tivesse direito a ele, poderia me gabar de que nenhuma mulher ou criança derramou uma lágrima por eu ter destituído alguém do cargo durante minha gestão. Muitas questões como essa podem surgir em nossa forma de governo.

## Morte

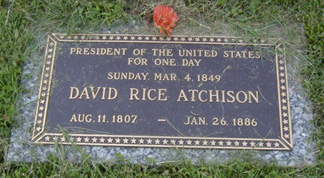
Lápide de David Rice Atchison.

Atchison morreu em 26 de janeiro de 1886, em sua casa perto de Gower, Missouri, aos 78 anos de idade. Ele foi enterrado no Cemitério Greenlawn, em Plattsburg, Missouri. Em sua lápide, lê-se “Presidente dos Estados Unidos por um dia”.

## Legado e homenagens
- Atchison, Kansas.[24]

- Condado de Atchison, Kansas.

- Navio USS Atchison County (LST-60).

- Em 1991, Atchison foi introduzido no Hall of Famous Missourians, e um busto de bronze representando-o está em exibição permanente na rotunda do Capitólio Estadual do Missouri.[25]

- O Museu Histórico do Condado de Atchison, em Atchison, Kansas, inclui uma exposição de museu, jocosamente intitulada “A menor biblioteca presidencial do mundo”, dedicada a Atchison.[26]Uma placa comemorativa designando o local aproximado do nascimento de Atchison está localizada ao longo da Highway 1974 no bairro Landsdowne de Lexington, Kentucky.[27]